# Night Time, My Time
Singles
1. You're Not the One (en)
Sortie : 24 septembre 2013
2. I Blame Myself
Sortie : 16 avril 2014

Night Time, My Time est le premier album studio de la chanteuse américaine Sky Ferreira. Il est disponible en téléchargement aux États-Unis, au Mexique et au Canada sur iTunes le 29 octobre 2013, avant sa sortie officielle aux États-Unis et au Canada le 5 novembre 2013. En France, il sort le 17 mars 2014.
L'album a porté plusieurs titres durant sa création : Wild at Heart, I'm Not Alright et I Will, avant que Night Time, My Time ne soit finalement choisi.
Il est le « meilleur album de l'année 2013 » selon le site web Idolator (en) et fait partie de plusieurs autres classements.

## Développement
Après avoir sorti les singles 17, One (en) et Obsession (en), Sky Ferreira annonce que son premier album devrait sortir le 11 janvier 2011. Cependant, le projet est abandonné à cause d'une restriction budgétaire. À la place, l'EP As If (en) est réalisé.
En 2012, elle s'entoure de Justin Raisen (en) et Ariel Rechtshaid, et rentre en studio. Elle prévoit alors un album dans l'année. Mais, en août, la popularité de son single Everything Is Embarrassing (en) auprès des amateurs d'indie rock sur le web la pousse à sortir un second EP, Ghost (en).
En 2013, alors que sa maison de disques refuse de lui payer des sessions d'enregistrement supplémentaires, elle décide de continuer et les paie avec son propre argent, gagné grâce au mannequinat. Elle parvient ainsi à finir d'enregistrer son premier album.

## Composition

### Style musical
Le style de Night Time, My Time est souvent décrit comme un mélange des genres grunge, rock indépendant, pop mainstream et synthpop.
Carole Boinet de The Inrocks affirme que l'on retrouve dans Night Time, My Time le style des groupes The Raveonettes et Dum Dum Girls, ainsi qu'un peu de Miley Cyrus et Avril Lavigne. Elodie Petit du magazine Elle confie que la musique de Sky Ferreira lui rappelle « la Madonna des années 80 ». Lauren Martin de The Vinyl Factory (en) trouve que l'album mélange les voix des années 80 et l'indie rock, ce qui montre la souplesse de Sky Ferreira qui vacille entre I Drove All Night de Cyndi Lauper et I Will Be (en) des Dum Dum Girls ; elle remarque aussi que Heavy Metal Heart fait référence à la ruse de Cat Power. Pour Jon Caramanica du New York Times, la plupart des chansons de l'album se situent à l'intersection de l'angoisse motorisée de Marilyn Manson et la tristesse mélodieuse de Best Coast, ce qui correspond à Courtney Love. Quant à Bradley Stern de MuuMuse (pt), il estime que Night Time, My Time est la version pop de Chinese Democracy, album du groupe Guns N' Roses.

### Pochette et artwork
La pochette de l'album, photographiée par Gaspar Noé,, représente Sky Ferreira nue dans une douche. Elle la dévoile sur son compte Instagram le 10 octobre 2013,. À ce propos, elle déclare « J’ai tout de suite su que c'était la pochette de l'album. Elle le résumait. ».
Sa maison de disque s'est au départ opposée à cette pochette, mais elle a su la leur imposer puisque ce qu'ils proposaient ne correspondait pas à ce dont parle l'album. C'est d'ailleurs une autre pochette qui devait à la base être celle de cet album, et celle de Gaspar Noé devait servir pour un EP. Mais ce dernier n'étant pas réalisé, Sky Ferreira a choisi de sélectionner la dernière pochette pour Night Time, My Time.
Elle reçoit plusieurs critiques, ce à quoi elle répond que « la plupart des personnes ayant eu un problème avec ça étaient des hommes », et qu'elle fait ainsi son travail de féministe.

## Promotion
Le 7 janvier 2013, Sky Ferreira est l'invitée de Jimmy Fallon dans son émission, The Tonight Show, où elle interprète Everything Is Embarrassing,. Le 26 novembre, elle chante son single You're Not The One sur le plateau du Late Show de David Letterman,.
Le 26 février 2014, elle apparaît dans Jimmy Kimmel Live! où elle chante You're Not The One,,. Le 5 avril, elle interprète I Blame Myself dans l'émission de Jimmy Fallon,. Le 10 avril, elle chante I Blame Myself, 24 Hours et You're Not The One sur BBC Radio 1,. Le 10 juin, elle est présente lors de l'émission de Danilo Gentili, The Noite (en).
Elle donne aussi des interviews pour de nombreux magazines et sites web: Rolling Stone et Pitchfork en octobre 2013, Libération en novembre, Popjustice (en) en mars Interview et Le Monde en avril 2014.

### Singles
Avant la sortie de Night Time, My Time, Sky Ferreira dévoile le clip de sa chanson Lost In My Bedroom, en janvier 2013. Ce titre est présent sur l'EP Ghost et sur l'édition limitée de l'album.
Le clip du premier single issu de cet album, You're Not The One, sort le 29 octobre 2013. Ce titre est décrit comme « hypnotique » par Jason Lipshutz de Billboard et comme « brumeux » par un journaliste de The Vinyl Factory. Bryant Kitching de Consequence of Sound considère ce single comme le meilleur de Sky Ferreira depuis Everything Is Embarrassing.
En novembre 2013 sort le clip de Night Time, My Time, chanson qui porte le même titre que l'album. Il est réalisé par Grant Singer, et qualifié de « très sexy ».
Afin de promouvoir la sortie de l'album le 17 mars 2014 dans des pays tels que la France, le Royaume-Uni ou le Brésil, elle sort un nouveau single, Boys.
En avril 2014 sort le clip de I Blame Myself sur le site web ssense.com. On y voit Sky Ferreira se faire arrêter par des policiers après avoir dansé avec un gang de rue. Cette vidéo est comparée à celle de la chanson We Can't Stop de Miley Cyrus à cause de la couleur de peau des danseurs. Ce clip lui vaut des critiques, jugeant qu'il est raciste, et que les danseurs sont utilisés comme des accessoires par la chanteuse. Elle se défend sur Facebook en rappelant qu'elle vient d'une famille américano-latine et amérindienne, et que le choix des danseurs ne s'est pas faite avec une pensée raciste, mais en fonction de leur talent. Le single en lui-même reçoit de bonnes critiques : l'autodérision de Sky Ferreira est soulignée, ainsi que les paroles qui sont personnelles mais dans lesquelles beaucoup de jeunes femmes peuvent se retrouver.

### Tournée
En 2013, elle accompagne les membres du groupe Vampire Weekend lors de leur tournée, mais au mois d'octobre, elle est obligée d'arrêter à cause d'une inflammation des cordes vocales,.
Le 21 juillet 2013, elle se produit sur la scène du Pitchfork Music Festival. Le 29 septembre, elle donne un concert au El Rey Theatre (en) de Los Angeles.
En 2013 et 2014, elle fait, avec Icona Pop, la première partie de la tournée Bangerz Tour de Miley Cyrus,,.
Le 29 janvier 2014, elle donne un concert au Nouveau Casino à Paris, dans le but de présenter son album en France. Elle se produit aussi dans le cadre du Primavera Sound Festival.

## Accueil critique
Les critiques sont en majorité bonnes : sur Metacritic, l'album obtient une moyenne de 79 points sur 100, note basée sur trente critiques, ce qui correspond à des « critiques généralement favorables ». Pour le magazine No Ripcord, la note est de 9 points sur 10, ce qui en fait le cinquième album le mieux noté de l'année sur ce site.
Night Time, My Time fait partie de plusieurs classements des meilleurs albums de l'année 2013 : il est classé premier pour le site web idolator, deuxième pour The Vinyl Factory, sixième par Stereogum, 15e par Pitchfork et 21e par le site web du magazine Rolling Stone.
Le personnel travaillant pour idolator désigne plusieurs des singles de l'album dans leurs top 10 respectifs des meilleures chansons de l'année : You're Not The One est second pour Robbie Daws, cinquième pour Brad Stern et troisième pour Carl Williott, et I Blame Myself est premier pour Sam Laksky. I Blame Myself est le 12e et Nobody Asked Me (If I Was Okay) est le 58e single de l'année 2013 pour Pitchfork.
Les critiques soulignent souvent le fait que cet album a été longuement attendu. Heather Phares de AllMusic compare les chansons les plus « sombres » avec celles de Cat Power et apprécie le mélange entre la pop et l'indie rock. Laura Snapes de NME assimile les refrains de Sky Ferreira aux films de John Hughes, affirmant que les deux reflètent le message que durant l'adolescence, « c'est aussi bien de se sentir bien que de se sentir mal ». Carrie Battan de Pitchfork trouve que Night Time, My Time est l'un des meilleurs albums pop-rock de 2013, et le qualifie d'« agréablement conventionnel et cohérent », surtout si on le compare avec son EP Ghost. Elias Leight de PopMatters pense que « survis et reste, ne pars jamais » peut être le leitmotiv de Sky Ferreira et de cet album, ce qui peut la mener loin dans sa carrière. Stacey Anderson de Rolling Stone est plus réservée : elle donne la moyenne à l'album et déclare que la froideur de la chanteuse échoue à charmer l'auditeur, mais reconnaît que la chanson 24 Hours « sonne comme la chanson des Simple Minds que vous ne saviez pas que vous aviez envie d'écouter ». Kevin Liedel de Slant met en parallèle Night Time, My Time et d'autres albums sortis récemment, comme Pure Heroine de Lorde ou Bangerz de Miley Cyrus ; il pense que Sky Ferreira peut combattre le « déluge » causé dans la musique pop par l'affirmation de soi « stupide et grossière ». Jordan Sorgent de Spin remarque que les premiers albums ne sont souvent aussi réflecteurs du chanteur que celui-ci ; il note aussi qu'il est rare qu'un album mette autant de temps à être créé. Lavania Ramanathan du Washington Post estime que cet album participe à rendre la chanteuse normale. Katherine St. Asaph du magazine Time qualifie sa musique de « sous-estimée ». Quant à Annie Zaleski de The A.V. Club, elle trouve l'album plein de sentiments.

## Liste des pistes
| Édition standard | Édition standard                | Édition standard                                                             | Édition standard | Édition standard | Édition standard | Édition standard | Édition standard | Édition standard | Édition standard |
| No               | Titre                           | Auteur                                                                       | Durée            |                  |                  |                  |                  |                  |                  |
| ---------------- | ------------------------------- | ---------------------------------------------------------------------------- | ---------------- | ---------------- | ---------------- | ---------------- | ---------------- | ---------------- | ---------------- |
| 1.               | Boys (en)                       | Sky Ferreira, Ariel Rechtshaid, Justin Louis Raisen                          | 4:40             |                  |                  |                  |                  |                  |                  |
| 2.               | Ain't Your Right                | Sky Ferreira, Ariel Rechtshaid, Justin Louis Raisen, Jordan Benik            | 3:22             |                  |                  |                  |                  |                  |                  |
| 3.               | 24 Hours                        | Sky Ferreira, Ariel Rechtshaid, Justin Louis Raisen                          | 4:05             |                  |                  |                  |                  |                  |                  |
| 4.               | Nobody Asked Me (If I Was Okay) | Sky Ferreira, Ariel Rechtshaid, Justin Louis Raisen, Jeremiah James Raisen   | 4:07             |                  |                  |                  |                  |                  |                  |
| 5.               | I Blame Myself                  | Sky Ferreira, Ariel Rechtshaid, Justin Louis Raisen, Jordan Benik, Dan Nigro | 3:57             |                  |                  |                  |                  |                  |                  |
| 6.               | Omanko                          | Sky Ferreira, Ariel Rechtshaid, Justin Louis Raisen                          | 4:36             |                  |                  |                  |                  |                  |                  |
| 7.               | You're Not the One              | Sky Ferreira, Ariel Rechtshaid, Justin Louis Raisen, Dan Nigro               | 3:56             |                  |                  |                  |                  |                  |                  |
| 8.               | Heavy Metal Heart               | Sky Ferreira, Ariel Rechtshaid, Justin Louis Raisen                          | 4:16             |                  |                  |                  |                  |                  |                  |
| 9.               | Kristine                        | Sky Ferreira, Ariel Rechtshaid, Justin Louis Raisen, Ashlee Gardner          | 2:40             |                  |                  |                  |                  |                  |                  |
| 10.              | I Will                          | Sky Ferreira, Ariel Rechtshaid, Justin Louis Raisen                          | 3:19             |                  |                  |                  |                  |                  |                  |
| 11.              | Love in Stereo                  | Sky Ferreira, Ariel Rechtshaid, Justin Louis Raisen, Jeremiah James Raisen   | 3:19             |                  |                  |                  |                  |                  |                  |
| 12.              | Night Time, My Time             | Sky Ferreira, Justin Louis Raisen                                            | 3:50             |                  |                  |                  |                  |                  |                  |
| 46:07            |                                 |                                                                              |                  |                  |                  |                  |                  |                  |                  |

| Édition internationale (pistes bonus) | Édition internationale (pistes bonus)                          | Édition internationale (pistes bonus)                             | Édition internationale (pistes bonus) | Édition internationale (pistes bonus) | Édition internationale (pistes bonus) | Édition internationale (pistes bonus) | Édition internationale (pistes bonus) | Édition internationale (pistes bonus) | Édition internationale (pistes bonus) |
| No                                    | Titre                                                          | Auteur                                                            | Durée                                 |                                       |                                       |                                       |                                       |                                       |                                       |
| ------------------------------------- | -------------------------------------------------------------- | ----------------------------------------------------------------- | ------------------------------------- | ------------------------------------- | ------------------------------------- | ------------------------------------- | ------------------------------------- | ------------------------------------- | ------------------------------------- |
| 1.                                    | Everything Is Embarrassing                                     | Dev Hynes, Sky Ferreira, Ariel Rechtshaid                         | 4:09                                  |                                       |                                       |                                       |                                       |                                       |                                       |
| 2.                                    | Everything Is Embarrassing (remix de Unknown Mortal Orchestra) | Sky Ferreira, Ariel Rechtshaid, Justin Louis Raisen, Jordan Benik | 6:54                                  |                                       |                                       |                                       |                                       |                                       |                                       |
| 11:03                                 |                                                                |                                                                   |                                       |                                       |                                       |                                       |                                       |                                       |                                       |

| Édition limitée (pistes bonus) | Édition limitée (pistes bonus) | Édition limitée (pistes bonus)                                 | Édition limitée (pistes bonus) | Édition limitée (pistes bonus) | Édition limitée (pistes bonus) | Édition limitée (pistes bonus) | Édition limitée (pistes bonus) | Édition limitée (pistes bonus) | Édition limitée (pistes bonus) |
| No                             | Titre                          | Auteur                                                         | Durée                          |                                |                                |                                |                                |                                |                                |
| ------------------------------ | ------------------------------ | -------------------------------------------------------------- | ------------------------------ | ------------------------------ | ------------------------------ | ------------------------------ | ------------------------------ | ------------------------------ | ------------------------------ |
| 1.                             | Sad Dream                      | Sky Ferreira, Blake Mills                                      | 3:34                           |                                |                                |                                |                                |                                |                                |
| 2.                             | Lost in my Bedroom             | Sky Ferreira, Ariel Rechtshaid, Justin Louis Raisen, Dan Nigro | 3:13                           |                                |                                |                                |                                |                                |                                |
| 3.                             | Ghost                          | Sky Ferreira, Jon Brion                                        | 5:27                           |                                |                                |                                |                                |                                |                                |
| 4.                             | Red Lips (en)                  | Shirley Manson, Greg Kurstin                                   | 2:22                           |                                |                                |                                |                                |                                |                                |
| 5.                             | Everything Is Embarrassing     | Sky Ferreira, Ariel Rechtshaid, Dev Hynes                      | 3:57                           |                                |                                |                                |                                |                                |                                |
| 18:45                          |                                |                                                                |                                |                                |                                |                                |                                |                                |                                |

## Personnel

### Musiciens
- Sky Ferreira : chant
- Lily Elise : voix supplémentaire
- Ariel Rechtshaid : orgue, guitare, synthétiseur, batterie, clavier, voix supplémentaire
- Justin Louis Raisen : clavier, basse, synthétiseur, voix supplémentaire
- Garrett Ray : batterie
- Sean Fitzgerald : batterie
- Jordan Benik : clavier
- Dan Nigro : clavier, guitare
- Ashlee Gardner : basse

### Production
- Ariel Rechtshaid : producteur, programmateur
- Justin Louis Raisen : producteur, programmateur, mixeur, ingénieur
- Jeremiah Riasen : Assistant ingénieur

## Historique de sortie
| Région           | Date            | Format                                        | Label   | Ref.    |
| ---------------- | --------------- | --------------------------------------------- | ------- | ------- |
| Canada           | 29 octobre 2013 | Digital download (iTunes Store exclusivement) | Capitol | [ 89 ]  |
| Mexique          | 29 octobre 2013 | Digital download (iTunes Store exclusivement) | Capitol | [ 90 ]  |
| États-Unis       | 29 octobre 2013 | Digital download (iTunes Store exclusivement) | Capitol | [ 91 ]  |
| Canada           | 5 novembre 2013 | CD Téléchargement digital                     | Capitol | [ 92 ]  |
| États-Unis       | 5 novembre 2013 | CD Téléchargement digital                     | Capitol | [ 93 ]  |
| Australie        | 31 janvier 2014 | CD Téléchargement digital                     | Polydor | [ 94 ]  |
| Nouvelle-Zélande | 31 janvier 2014 | CD Téléchargement digital                     | Polydor | [ 95 ]  |
| France           | 17 mars 2014    | CD Téléchargement digital                     | Polydor | [ 96 ]  |
| Royaume-Uni      | 17 mars 2014    | CD Téléchargement digital                     | Polydor | ,       |
| Brésil           | 17 mars 2014    | CD Téléchargement digital                     | Polydor | [ 99 ]  |
| Irlande          | 17 mars 2014    | CD Téléchargement digital                     | Capitol | [ 100 ] |